# Marc Renier
Marc Renier (* 28. März 1953 in Roeselare) ist ein ehemaliger belgischer Radrennfahrer.

## Sportliche Laufbahn
Renier war im Straßenradsport aktiv. Als Amateur gewann er 1973 eine Etappe in der Ronde van de Kempen.
Von 1974 bis 1981 war er Berufsfahrer. 1974 siegte er im Omloop der Vlaamse Gewesten. Er gewann Etappen in der Ruta del Sol und in der Tour de l’Aude 1979, in der Belgien-Rundfahrt 1980 sowie den Gullegem Koerse 1981. 1977 war er im Omloop van het Waasland erfolgreich. Dazu kamen einige Siege in belgischen Kriterien.
Zweiter wurde Renier im Circuit de Wallonie 1974, im Rennen Schaal Sels 1976, im Omloop van het Leiedal und im Grand Prix de Hannut 1978, im Circuit des Frontières, im Kampioenschap van Vlaanderen und bei den Driedaagse van De Panne (heute Classic Brugge-De Panne) 1979. In der Flandern-Rundfahrt 1979 kam er auf den 4. Platz. Dritter wurde Renier 1977 im Memorial Fred De Bruyne. In der Vuelta a España 1979 kam er nicht ins Ziel. Die Tour de France 1979 beendete er nicht.